# Cerkiew Opieki Matki Bożej w Owczarach
Cerkiew Opieki Matki Bożej w Owczarach – parafialna cerkiew greckokatolicka, zbudowana w 1653, znajdująca się w Owczarach. 
Obecnie pełni funkcję greckokatolickiej cerkwi parafialnej oraz kościoła filialnego parafii rzymskokatolickiej w Sękowej
To jedna z najstarszych cerkwi łemkowskich. W 2013 została wpisana na Listę Światowego Dziedzictwa UNESCO wraz z innymi drewnianymi cerkwiami w Polsce i na Ukrainie.
Cerkiew znajduje się na szlaku architektury drewnianej województwa małopolskiego.

## Historia
Świątynia w Owczarach została wzniesiona w 1653. Była to druga taka budowla na tym miejscu – pierwsza uległa zniszczeniu pod wpływem grząskiego gruntu. W 1701 dokonano całkowitej przebudowy prezbiterium cerkwi, w 1783 dobudowano wieżę (prace wykonali majstrowie Dimitr Dekowekin i Teodor Rusinka), zaś w 1870 poszerzono przedsionek, by osiągnął równą szerokość z nawą. W 1938 wykonano we wnętrzu polichromię. Po Akcji „Wisła” cerkiew przejęła parafia rzymskokatolicka, adaptując ją na kościół, lecz zachowując wezwanie, jakie nosiła. Po powrocie części wysiedlonych do wsi po 1956 w budynku okazjonalnie były odprawiane również nabożeństwa greckokatolickie. W latach 1983–1985 dokonano gruntownego remontu całości, w tym przywrócono pokrycie dachu gontem. Renowację tę Ministerstwo Kultury i Sztuki nagrodziło specjalnym wyróżnieniem. W 1995 cerkiew otrzymała nagrodę Prix Europa Nostra dla najlepiej utrzymanego obiektu zabytkowego. Począwszy od 1998 świątynia jest wspólną siedzibą parafii rzymsko- i greckokatolickiej. W czerwcu 2013, po kilkuletnim staraniu Cerkiew została wpisana na Światową Listę Dziedzictwa UNESCO wraz z 15 pozostałymi podobnymi obiektami w Polsce i na Ukrainie.

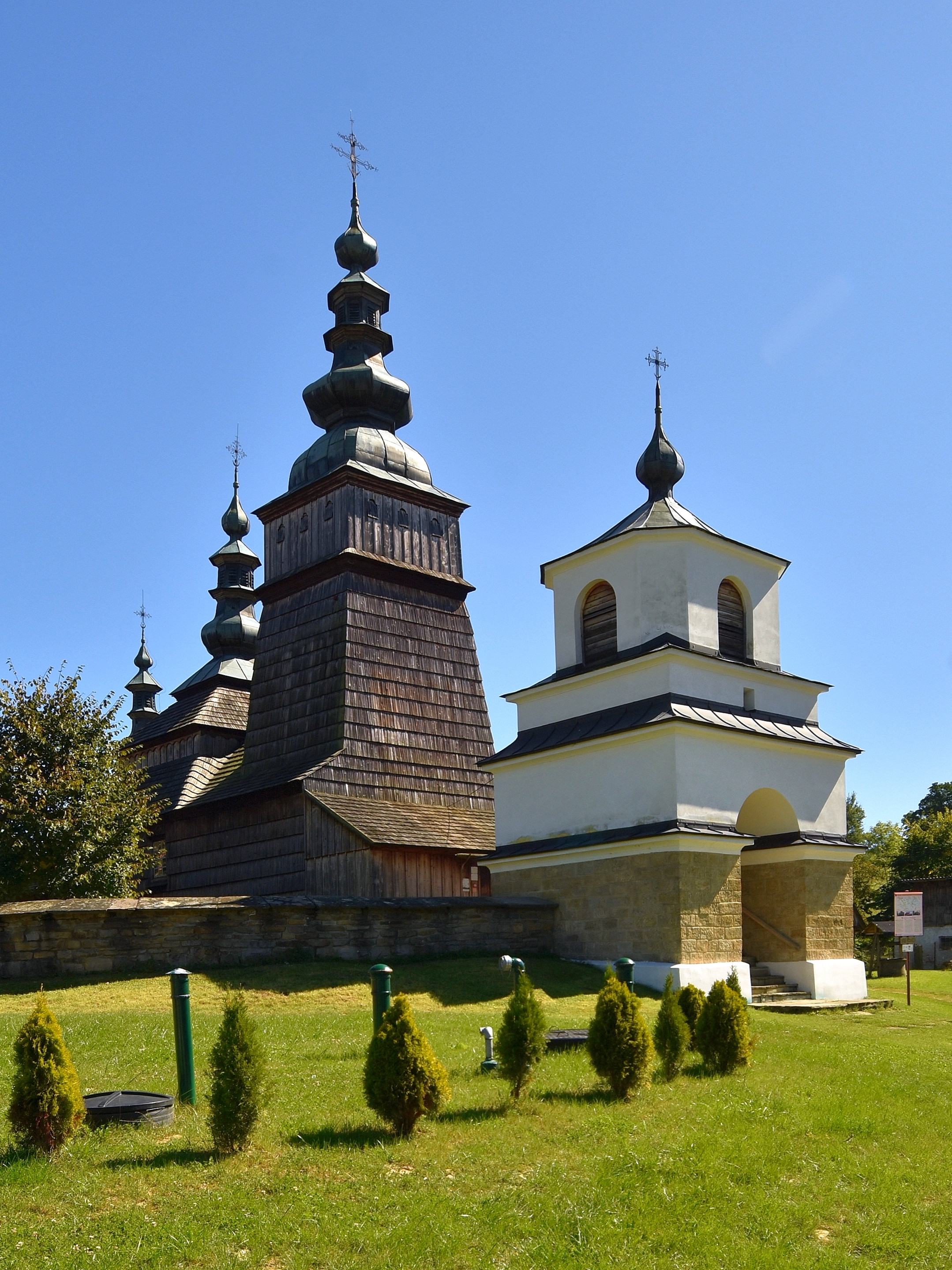
Widok od frontu
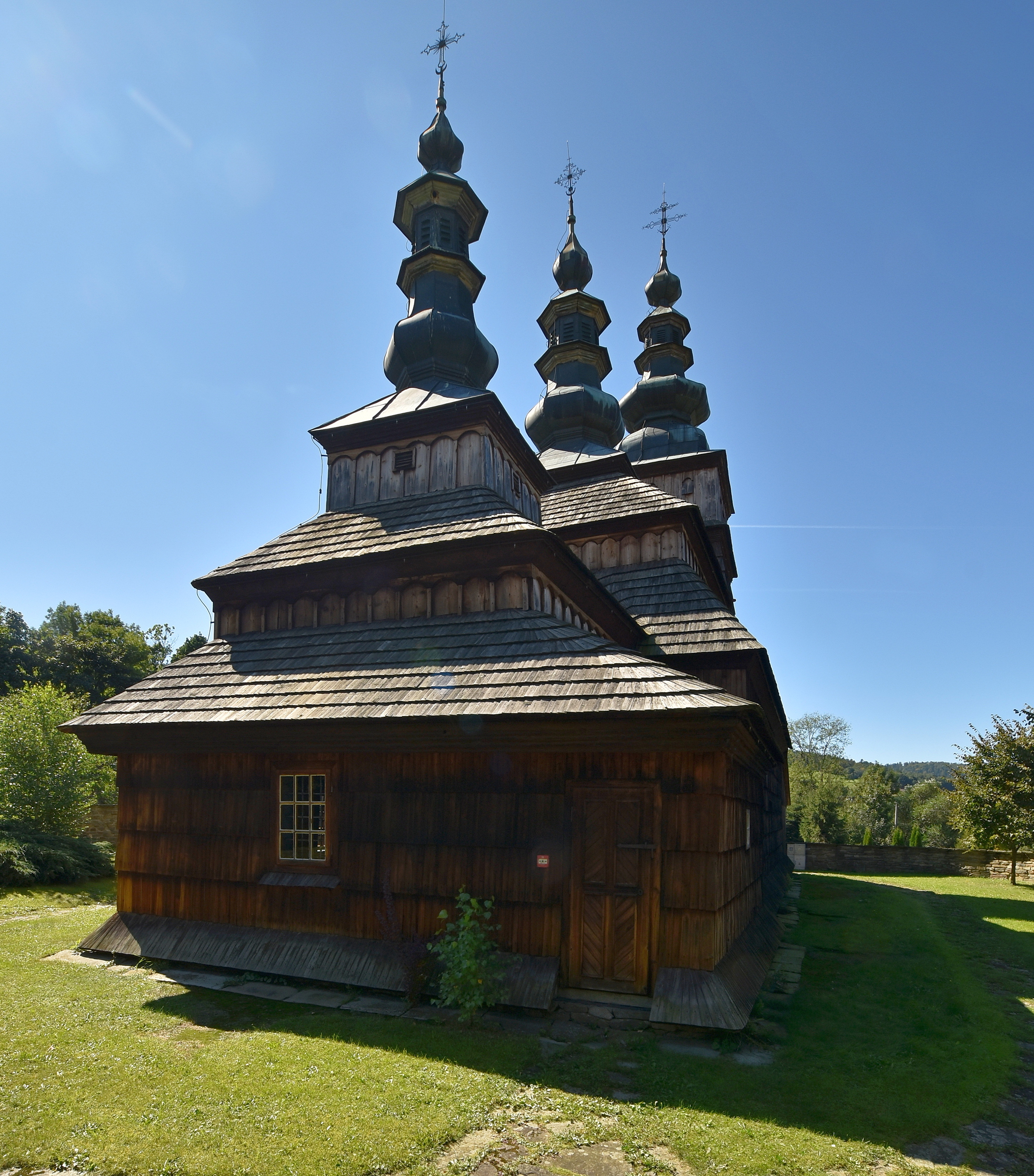
Widok od strony prezbiterium
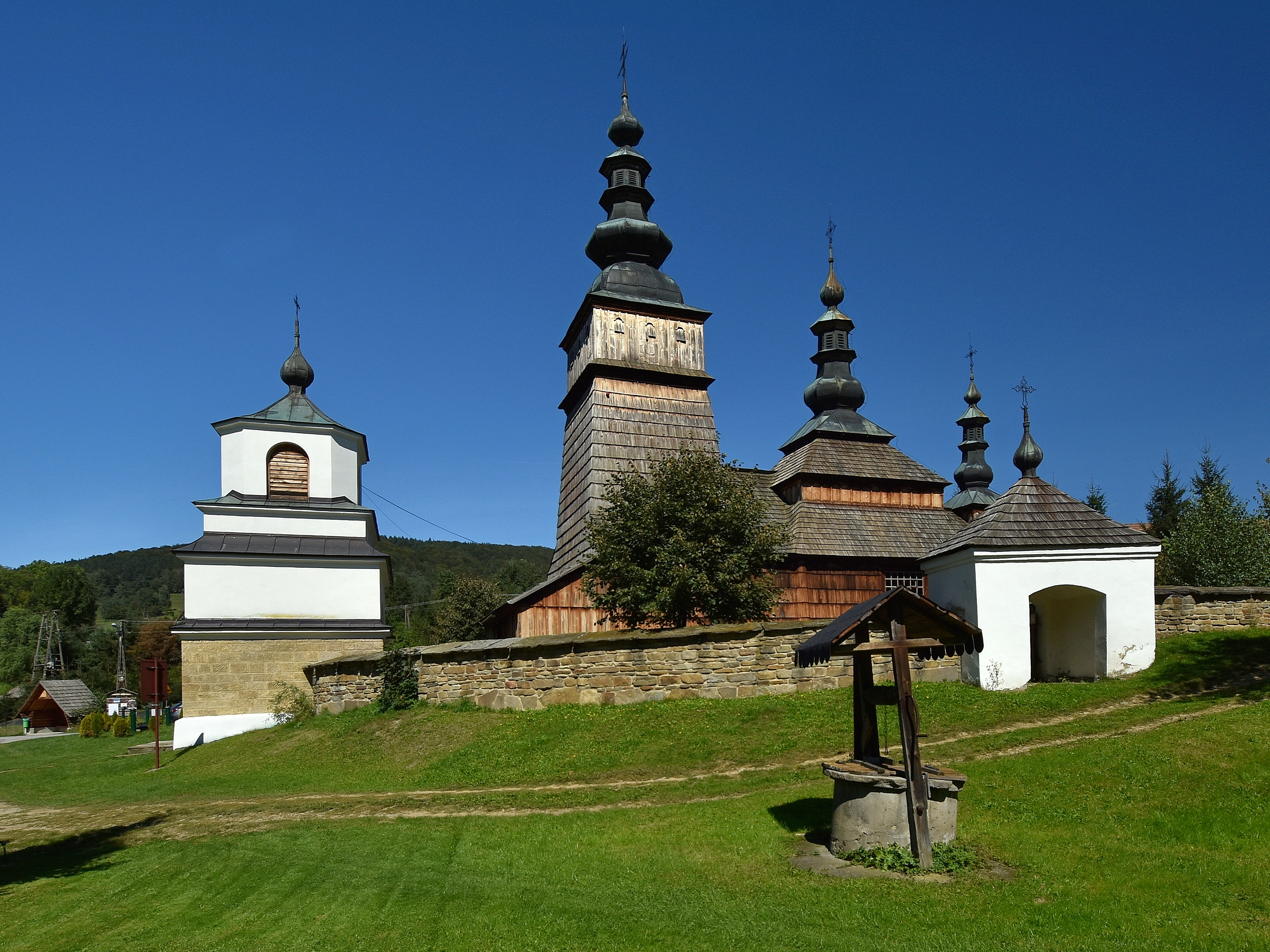
Elewacja zachodnia

## Architektura i wyposażenie
Cerkiew reprezentuje typ łemkowski, jest trójdzielna, z wieżą o konstrukcji słupowo-ramowej ponad przedsionkiem. Prezbiterium i nawa, po przebudowach, są równej szerokości. Kryte gontem dachy nad trzema częściami świątyni wieńczą hełmy z pseudolatarniami i krzyżami. Pierwotnie prostokątne okna znajdowały się jedynie w południowej ścianie cerkwi, gdyż część północną utożsamiano z siłami diabelskimi. Ze względu na konieczność ochrony przed wilgocią cerkiew wzniesiono na fundamencie z wykarczowanych pni drzewnych.
We wnętrzu znajduje się osiemnastowieczny ikonostas malowany na niebiesko, czerwono i złoto, dekorowany ażurowymi kolumnami z motywem liści winorośli. Ikony w ikonostasie wykonał artysta Jan Medycki, tworzący wizerunki świętych zarówno dla cerkwi, jak i dla kościołów, stąd znajdujące się w cerkwi w Owczarach ikony pozostają pod wyraźnym wpływem barokowej sztuki zachodniej, poza wizerunkami Matki Bożej i Chrystusa. Kilka wizerunków napisał natomiast anonimowy malarz wiejski. Poza ikonostasem cerkiew posiada również boczne ołtarze św. Mikołaja, Matki Bożej oraz Chrystusa. Ikona w tym ostatnim pochodzi z 1664 i pierwotnie znajdowała się w starszym ikonostasie w tej samej świątyni.

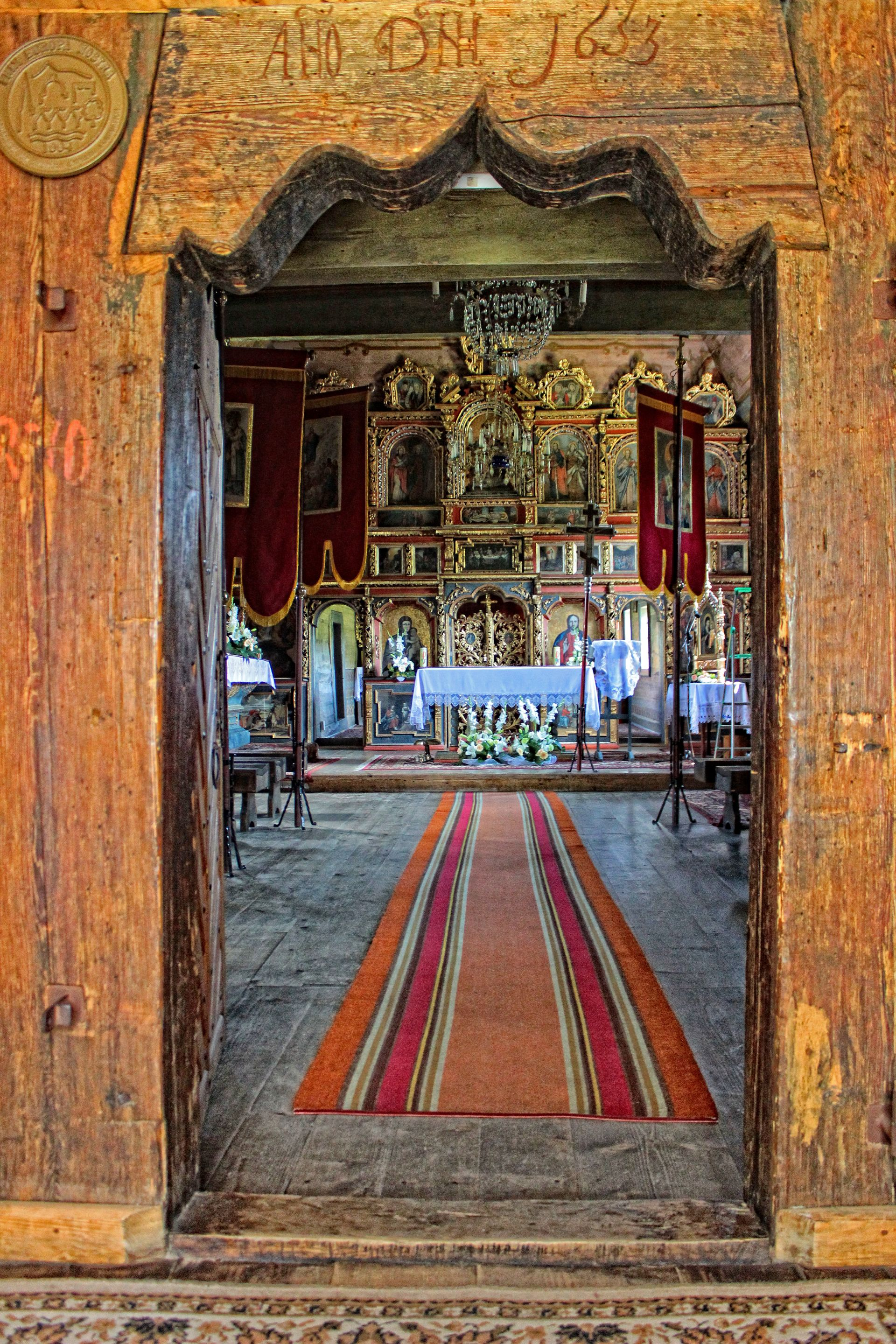
Wejście
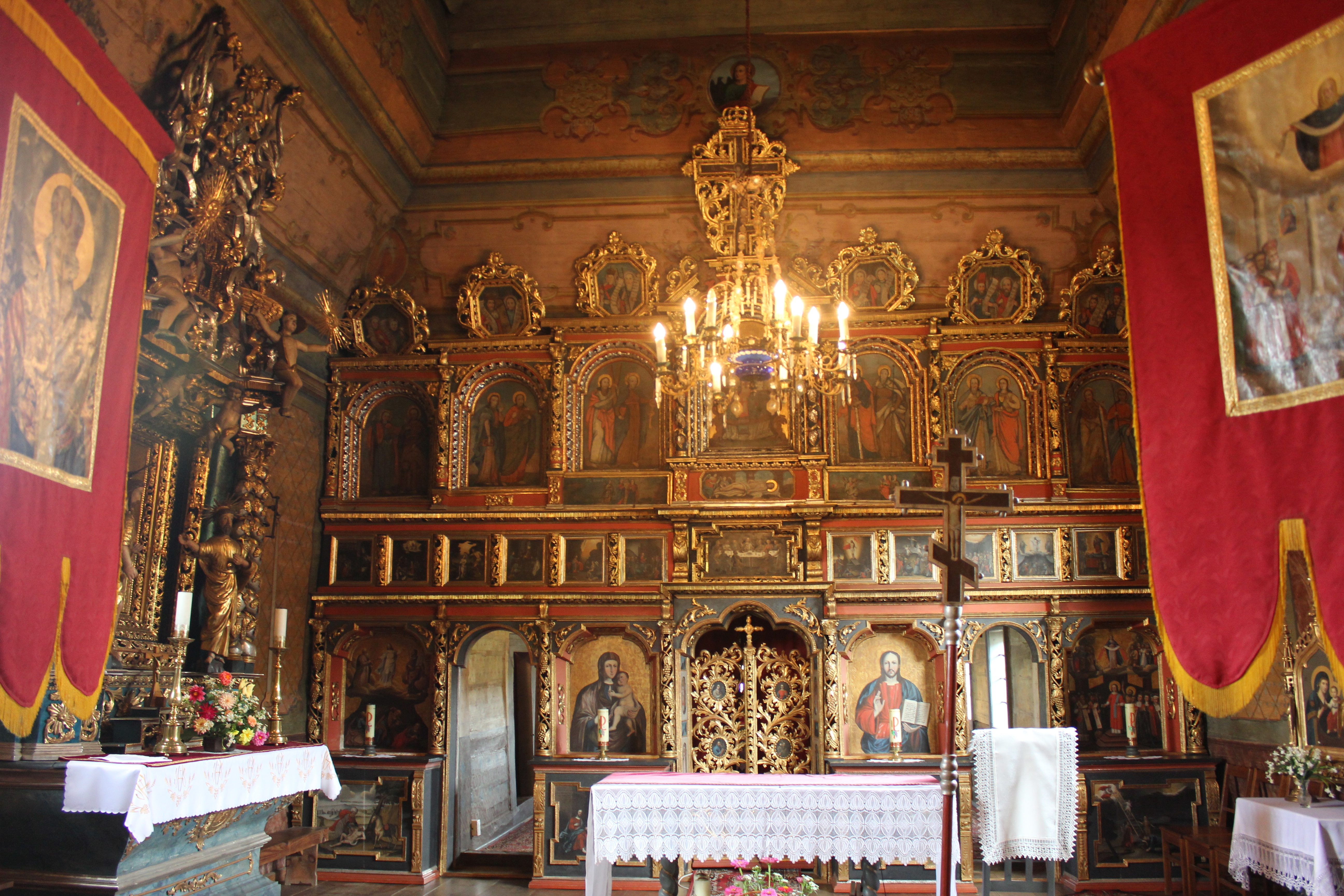
Wnętrze
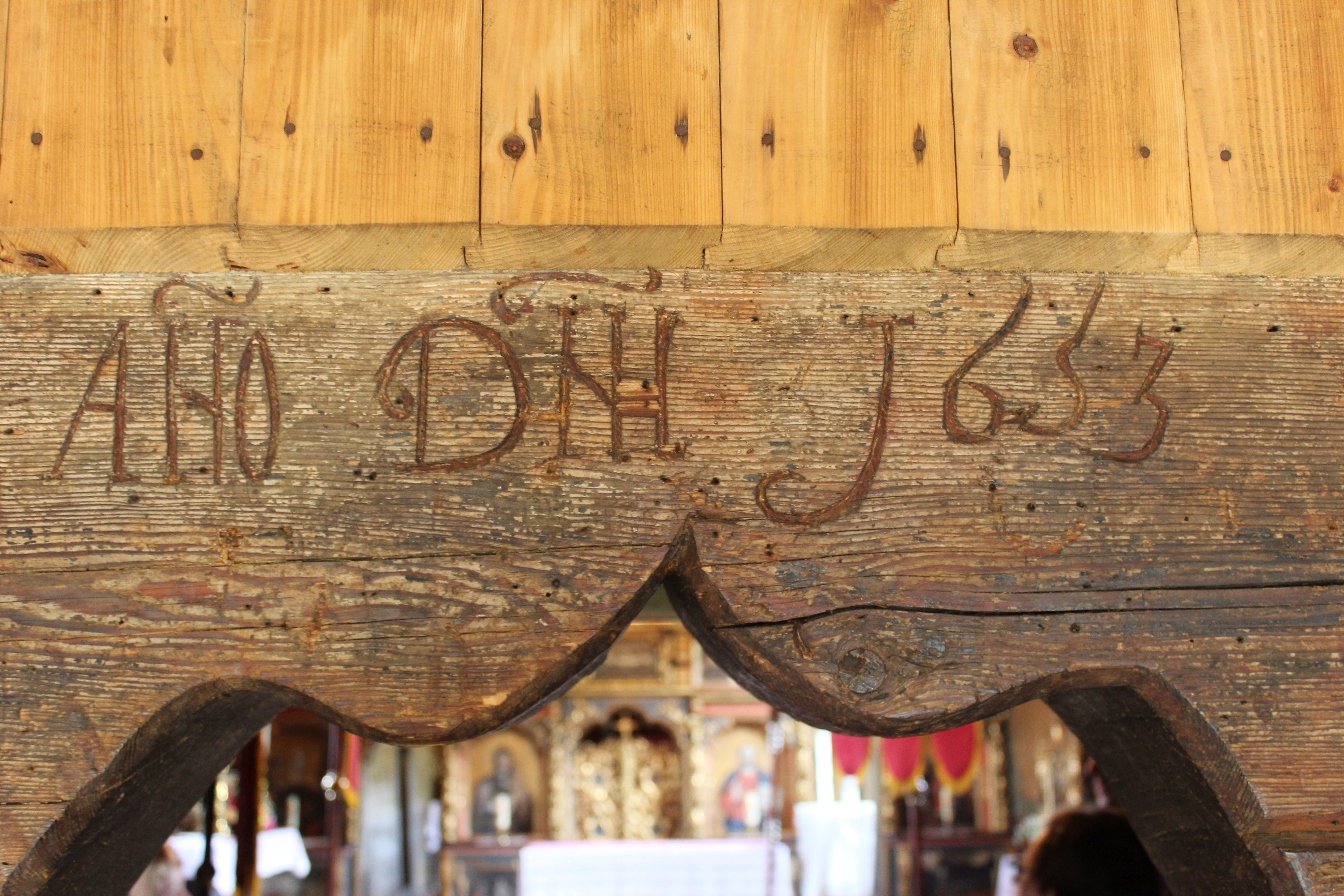
Szczegół nad wejściem

## Wokół cerkwi
Teren cerkwi otoczony jest murem z kamienia łamanego z wejściami: od strony południowej w formie murowanej bramki i od zachodu przez zbudowaną z cegły masywną dzwonnicę bramną. Jest to budowla z około połowy XIX w., dwukondygnacyjna o tynkowanych i bielonych ścianach, nakryta blaszanym dachem namiotowym z baniastym hełmem zwieńczonym krzyżem.